# Muraltia spinosa
Muraltia spinosa är en jungfrulinsväxtart som först beskrevs av Carl von Linné, och fick sitt nu gällande namn av F.Forest och J.C.Manning. Muraltia spinosa ingår i släktet Muraltia och familjen jungfrulinsväxter. Inga underarter finns listade i Catalogue of Life.